# Contea di Haakon
La contea di Haakon ( in inglese Haakon County ) è una contea dello Stato del Dakota del Sud, negli Stati Uniti. La popolazione al censimento del 2000 era di 2 196 abitanti. Il capoluogo di contea è Philip.